# Gylden edderkopabe
Den gyldne edderkopabe (Ateles geoffroyi) er en art i slægten edderkopaber blandt vestaberne. Den findes i tropisk regnskov og mangrovesumpe i det sydlige Mexico og Mellemamerika, hvor den lever af frugter, blade og blomster.

## Beskrivelse
Hovedet er sort ligesom fødder og hænder. Som mange andre arter i familien Atelidae er hænderne uden en egentlig tommelfinger og benyttes som kroge, når aben svinger sig fra gren til gren. Halen er længere end kroppen og benyttes som en femte arm. Kropslængden, der indbefatter både hoved og krop, er 50-63 centimeter.